# Greten Handorf
Margaretha „Greten“ Catharina Handorf, geb. Rohwer (* 13. April 1880 in Wrohm; † 18. Januar 1944 in Cuxhaven) war eine Reederin in Cuxhaven. Sie betrieb die erste organisierte Fährverbindung Brunsbüttel–Cuxhaven.

## Leben
Greten Handorf, geb. Rohwer, wurde als Tochter eines Schuhmachers geboren. Anfang des 20. Jahrhunderts zog sie gemeinsam mit ihrem Ehemann und ihrem gemeinsamen Sohn nach Cuxhaven, weil der dortige 1908 gegründete Fischmarkt guten Verdienst versprach. 
Anfangs lebte die Familie vom Fang und Verkauf von Krabben. Nachdem ihr Ehemann nach einem Unfall nicht mehr in vollem Umfang arbeiten konnte, musste sie für den Unterhalt der Familie sorgen und verkaufte Brot an Marinesoldaten. Sie erfuhr von Lotsen, dass aufgrund des 1895 eröffneten Nord-Ostsee-Kanals eine Fährverbindung zwischen Cuxhaven und Brunsbüttelkoog dringend benötigt wurde, damit die Lotsen, die die Schiffe von beziehungsweise nach Brunsbüttel begleiteten, schneller zu ihrer Arbeit und nach Hause kommen konnten.
1919 nahm sie den Fährbetrieb mit dem Fischkutter ihres Mannes auf und wurde 1924 erstmals im Register des Norddeutschen Lloyd als Reederin aufgeführt; sie initiierte die Wiedereinrichtung der bis dahin stillgelegten gelegentlichen Fährverbindung und baute einen regelmäßig verkehrenden Fährbetrieb auf. Hierzu ließ sie den Krabbenkutter Grete ihres Ehemannes umbauen. Er war zunächst nur notdürftig für den Passagier- und Lotsenverkehr hergerichtet worden und wurde bald zu klein für die steigende Zahl der Passagiere. In der Folgezeit nahmen nicht nur Lotsen die Fähre in Anspruch, sondern es erfolgten auch Badeausflüge, und Verwandtenbesuche wurden möglich; zudem wurden Fahrten bis nach Helgoland unternommen. Ab 1926 führte sie den Fährbetrieb mit dem umgebauten Fischkutter Anne-Marie weiter. Allerdings konnten sich die Fahrgäste nur im ehemaligen Fischraum aufhalten; überliefert ist, dass 84 Personen Platz fanden. 1927 kaufte sie den Schleppdampfer Merkur, auf dem nun 184 Passagiere, Stückgut und zwei Autos Platz fanden. Die Fähre verkehrte sonntags dreimal und an den übrigen Tagen zweimal täglich. Die Fahrgäste wurden außerdem mit Speisen und Getränken versorgt, wodurch sich eine weitere Einkommensquelle eröffnete. Ihre Schiffe fuhren auch bei Sturm und Nebel; Gäste, die sich erkundigten, ob das Schiff auch bei solchem Wetter fuhr, erhielten die plattdeutsche Antwort: Mien Schipp föhrt jümmers!
Greten Handorf war ein Original und entwickelte eigene Ideen, um Gäste zu gewinnen. So behängte sie sich vorn und achtern mit Schildern, auf denen zu lesen war, dass Grete demnächst eine Mondscheinfahrt in See unternehmen werde.
Die für den Fährbetrieb notwendige Konzession, die sie benötigte, um die Reichswasserstraße Elbe überqueren zu dürfen, erwirkte sie 1924, nach längerem Schriftverkehr, persönlich beim Reichsverkehrsministerium in Berlin. Hierzu fuhr sie mit der Bahn nach Berlin und erkundigte sich auf Plattdeutsch im Verkehrsministerium, wer denn hier de Böberste sei. Nachdem ihr mitgeteilt wurde, der Minister sei nicht zu sprechen, antwortete sie ick kann töben, zog die Schuhe aus und verzehrte ihr Butterbrot, das mit Limburger Käse belegt war. Nach einiger Zeit wurde sie ungeduldig und schaffte es mit ihrem lauten Organ, dass sie zum Minister geführt wurde. Dies ging allerdings so schnell, dass sie nicht wieder in ihre Schuhe schlüpfen konnte – denn nich und ging auf Strumpfsocken. Als sie den Minister sah, eröffnete sie das Gespräch mit Kiek, dort sitt he jo! Du, Minister, so geiht dat dor bi uns nich wieder … Der Minister hatte Verständnis, und die Argumente von Greten Handorf waren so gut begründet, dass er die Konzession sofort erteilte.
Sie war bis 1938 beruflich aktiv, dann übernahm die HAPAG den Dienst. Danach lebte sie bis zu ihrem Tod 1944 in Cuxhaven. Im Volksmund hieß sie auch Käptn Grete.
Greten Handorf war verheiratet mit dem Krabbenfischer Hannes Handorf; gemeinsam hatten sie zwei Kinder, von denen ihr Sohn 1917 an Diphtherie verstarb. 1919 wurde die Tochter Lilly geboren.

## Trivia
Nachdem sie rheumatische gesundheitliche Probleme bekommen hatte, kaufte sie ein Mollmobil, das ein Schiffsjunge fahren sollte, der jedoch nicht kuppeln konnte, so dass sie beschloss, den Wagen selbst zu lenken. Bei ihrer ersten Fahrt verlor sie die Kontrolle über den Wagen und stand aufrecht im Fahrzeug, die Arme zum Himmel gereckt, und rief ständig to hölp, to hölp, bis sie an einem Brückengeländer zum Stehen kam. Um das Fahren zu erlernen, suchte sie nach einem Übungsgelände und ging zum wachhabenden Offizier der Grimmershörnkaserne, den sie um die Erlaubnis bat, auf dem Kasernenhof das Fahren üben zu dürfen. Als dieser die Erlaubnis verweigerte, schaffte sie sich ein Ponywägelchen an und kutschierte nun mit diesem durch Cuxhaven; dabei behielt sie die Lederkappe vom Autofahren weiterhin auf dem Kopf. Weil das Pony jedoch lostrabte, sobald es Hüh! hörte, und sich die Lotsen und Fischer daraus einen Spaß machten, wenn sie den Wagen herrenlos an der Straße sahen, erfand sie ihr eigenes Bremspatent und legte dem Pferd ein schweres Gewicht um den Hals, wenn sie halten musste.

## Ehrungen
Von 2015 bis 2017 versuchte die Elb-Link Reederei, die Fährverbindung zwischen Brunsbüttel und Cuxhaven erneut zu betreiben, und benannte die eingesetzten Fähren der Schiffsklasse MM90FC nach den ersten Fähren von Greten Handorf mit Grete und Anne-Marie.